# Свято-Троицкий монастырь (Чебоксары)
Свя́то-Тро́ицкий монасты́рь — мужской монастырь Чебоксарской епархии Русской православной церкви. Территория и комплекс зданий монастыря расположены в Чебоксарах на берегу реки Волги в месте впадения в неё речки Чебоксарки — на левом берегу Чебоксарского залива. Известно своим зданием училища построенном в 1928 году изначально как гостиница в стиле модерна и конструктивизма, а в 1995 году включеным в состав монастыря.

## История

### 1566—1924
Свято-Троицкий монастырь был основан в 1566 году по указу царя Ивана Грозного. Монастырь был создан в миссионерских целях, для проповеди православия среди народов Поволжья с этническими религиями, имел общежительный устав.
В 1609 году монастырь был сожжён и разорён, а настоятель архимандрит Геласий был убит.
В XVII веке монастырь владел шестью деревнями, почти 900 десятинами земли, рыбными угодьями на реке Волге.
В 1764 году монастырь лишился всех своих владений и деревень и причислен к 3-му классу. В 1767 году монастырь посетила императрица Екатерина II. В 1789 году к монастырю была приписана Владимирско-ретенская пустынь. По указу Павла I в конце XVIII века монастырю были даны земли (около 30 га) и озёра для рыбной ловли.
В 1838 году к монастырю приписана Спасо-Геронтиева пустынь.
В конце XIX века при архимандрите Димитрии обновлён и освящён пришедший в ветхость Троицкий собор.
В 1902 году настоятелем назначен архимандрит Серафим. Во время его настоятельства в монастыре значительно увеличилось число братии. После Серафима настоятелем стал игумен Вассиан. Он до конца пытался сохранить монастырь, но все же его закрыли в октябре 1924 года. 

### Советский период
В 1926 году здания монастыря были переданы под комсомольский и пионерский клубы.
С 1946 года здания монастыря стали памятником архитектуры и охраняются государством. В 1974 году были выделены средства на реставрационные работы в монастыре. В разное время здания монастыря занимались разными организациями: фирмой «Турист», театром юного зрителя и др.

### С 1992
В 1992 году правительство Чувашской республики приняло решение передать здания бывшего монастыря Чебоксарско-Чувашской епархии. В мае 1993 года началось восстановление монастыря, а 30 июля 1993 года иеромонах Савватий (Антонов) назначен наместником монастыря.
В июле 1993 года в монастырь пришли первые послушники. Постепенно восстанавливаются ветхие стены, колокольня, угловые башни.
Летом 1996 года в монастыре побывал патриарх Алексий II. Он отслужил молебен святителю Николаю в Троицком соборе. В 2001 году Алексий II повторно посетил монастырь.
25 декабря 2009 года Священный синод назначил наместником монастыря игумена Василия (Паскье).
29 декабря 2020 года решением Священного синода священноархимандритом утверждён Савватий (Антонов).
30 мая 2024 года шесть священнослужителей Северо-Африканской епархии из Камеруна, Кот-д’Ивуара, Центральноафриканской Республики, Габона, Бенина и Буркина-Фасо прибыли в Чебоксары, где будут стажироваться в Свято-Троицком мужском монастыре. К этому времени священники прошли обряд посвящения в духовный сан (рукоположения) в Москве; правилам службы и церемониалу в Чебоксарах их будет учить архимандрит РПЦ Василий (Паскье) на французском языке.

## Храмы монастыря
- Собор Живоначальной Троицы
- Церковь Толгской Божьей Матери
- Церковь Федора Стратилата

## Галерея

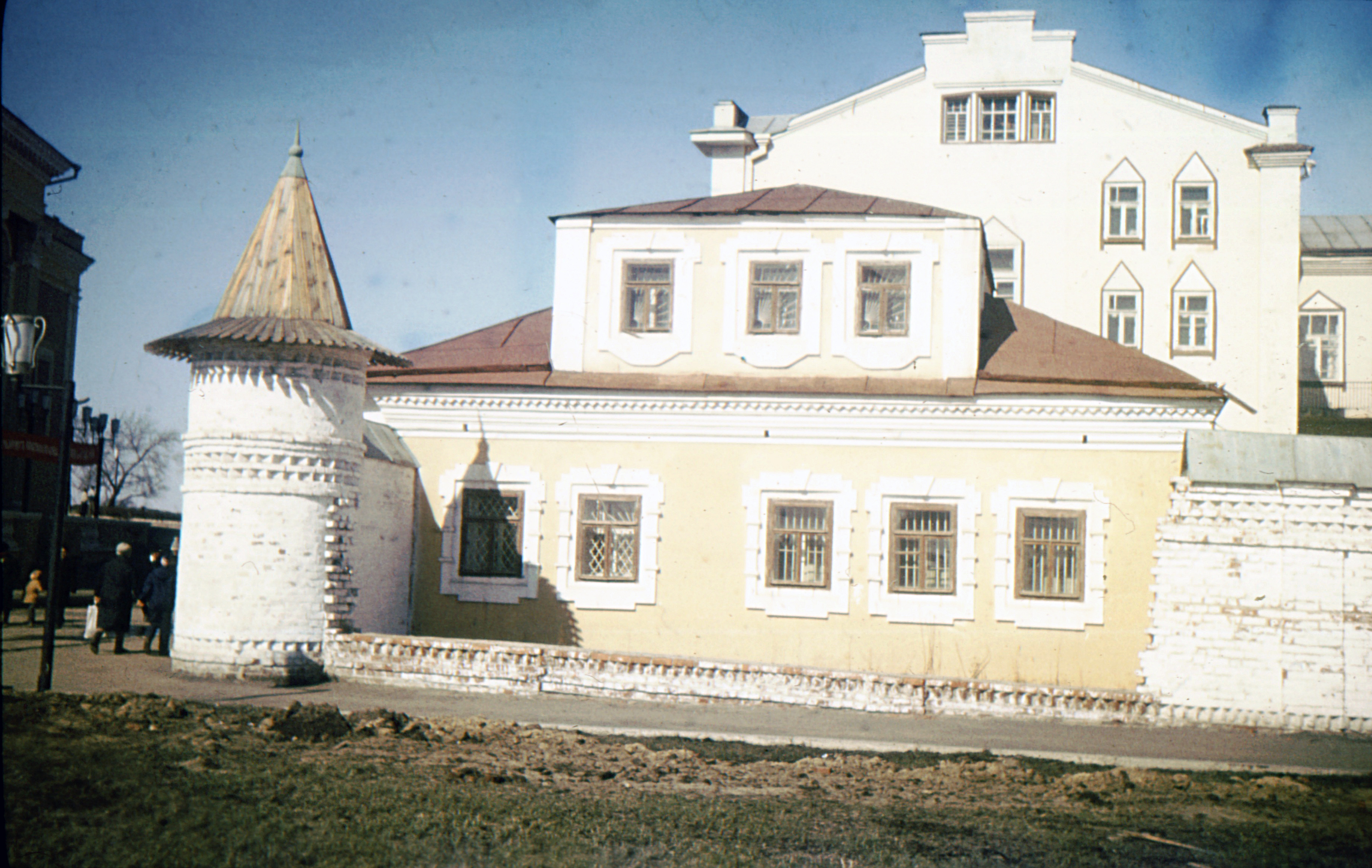
Троицкий монастырь (ещё не действующий на тот момент) в 1987 году.
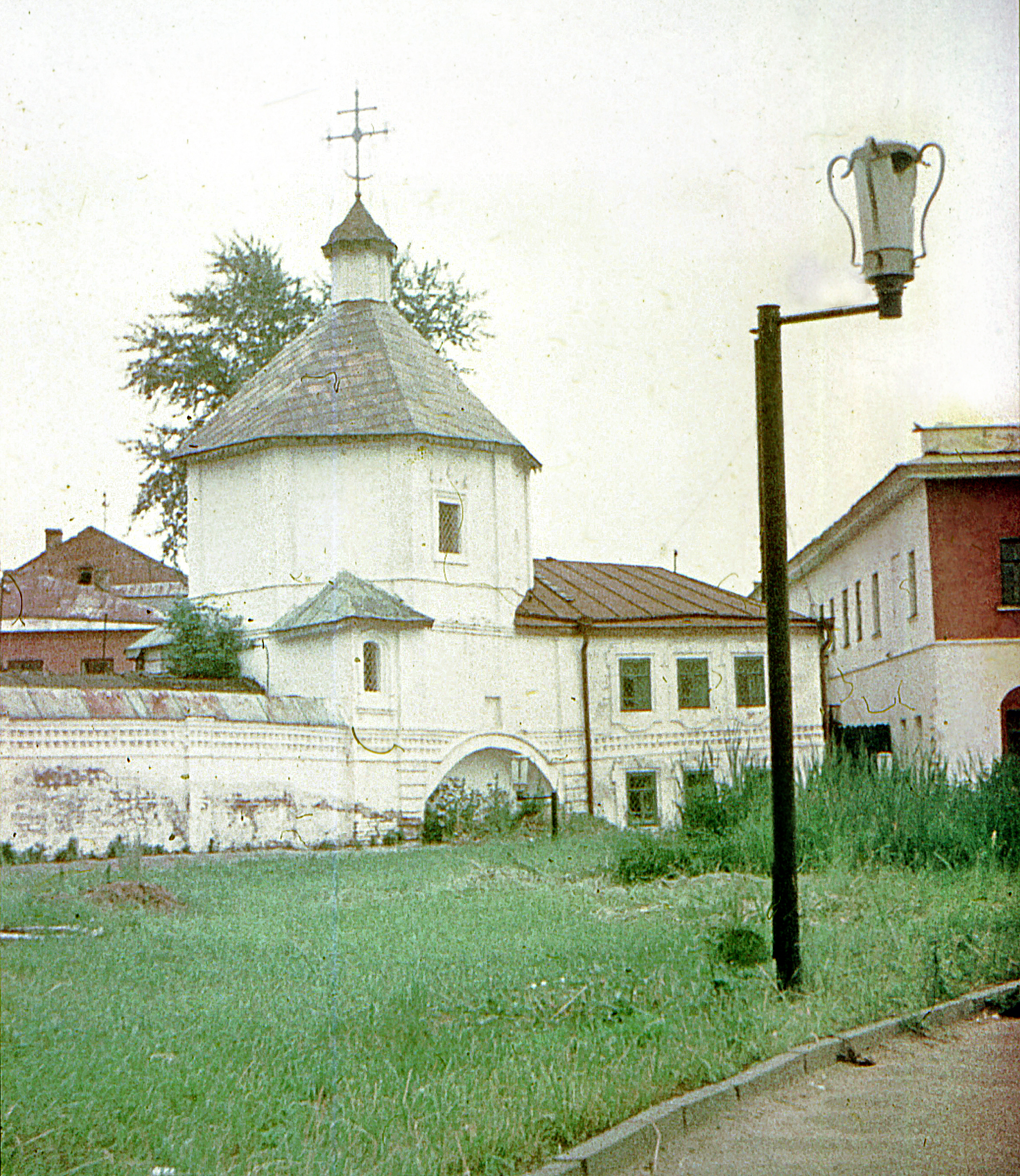
Надвратная церковь Федора Стратилата. Фото конца 1980-х.
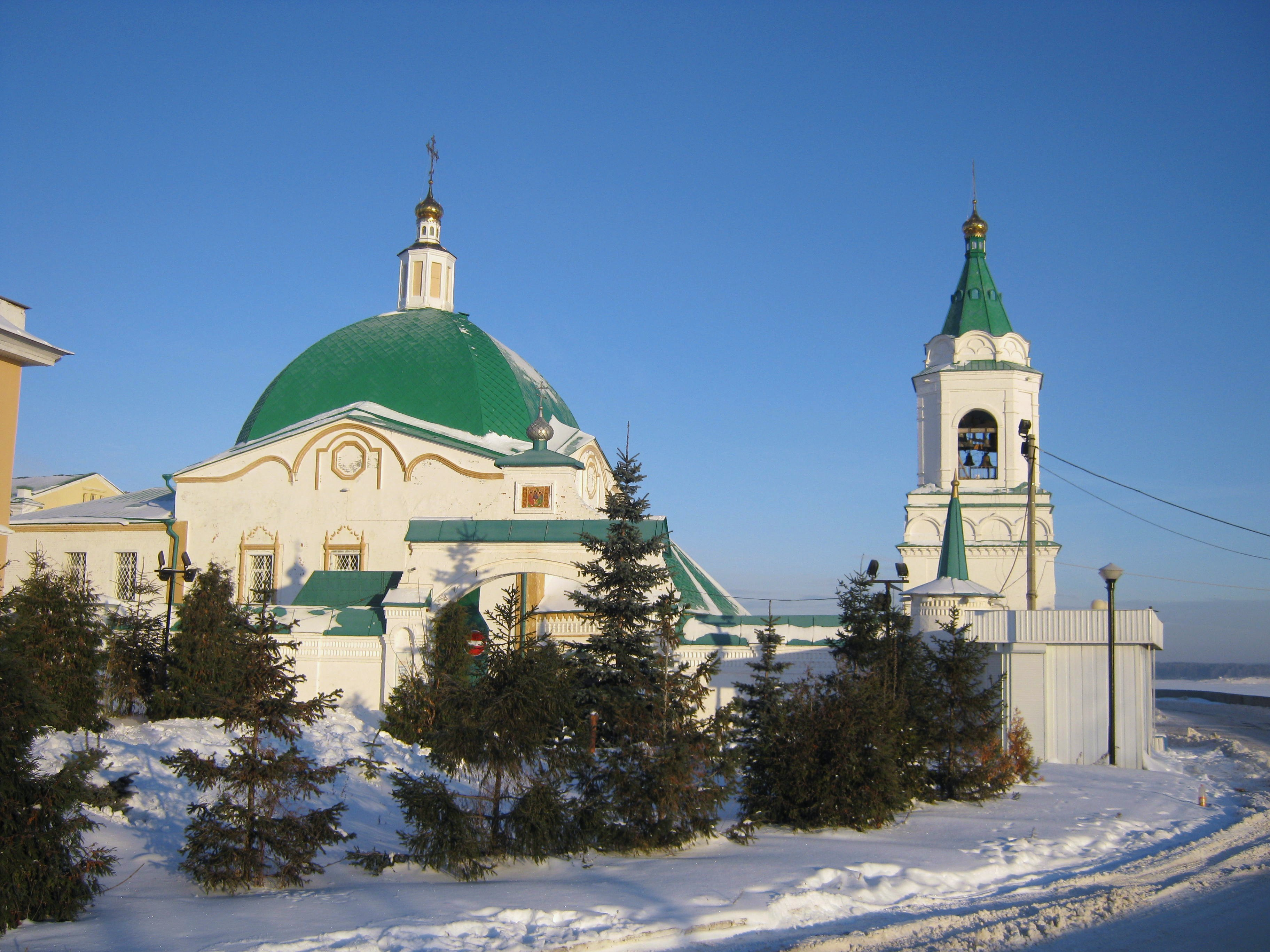
Вид на монастырь со стороны главных ворот.